# Kaona (Lučani)
Kaona (em cirílico: Каона) é uma vila da Sérvia localizada no município de Lučani, pertencente ao distrito de Moravica, na região de Stari Vlah, Dragačevo. A sua população era de 387 habitantes segundo o censo de 2011.

## Demografia
| 1948 | 1953 | 1961 | 1971 | 1981 | 1991 | 2002 | 2011 |
| ---- | ---- | ---- | ---- | ---- | ---- | ---- | ---- |
| 882  | 881  | 890  | 797  | 650  | 519  | 453  | 387  |